# Gerres shima
Gerres shima is een straalvinnige vissensoort uit de familie van mojarra's (Gerreidae). De wetenschappelijke naam van de soort is voor het eerst geldig gepubliceerd in 2007 door Iwatsuki, Kimura & Yoshino.